# Мері Стюарт (письменниця)
Мері Стюарт (англ. Mary Stewart; 17 вересня 1916 — 10 травня 2014) — англійська романістка, відома насамперед своєю трилогією про Мерліна, в якій вона змогла поєднати риси історичного роману та історії в стилі фентезі.

## Біографія
Народилася в Сандерленді в родині священика. У 1939 році вона закінчила університет Дарем і отримала спеціальність викладача англійської мови. У 1941—1945 роках викладала в університеті Дарем, де познайомилася зі своїм чоловіком-професором геології Фредеріком Генрі Стюартом. У 1945 році вони одружилися. За наполяганням свого чоловіка Мері послала до видавництва рукопис свого першого роману «Мадам, ви будете говорити?», який був опублікований в 1954 році. У 1956 році Фредерік Стюарт отримав посаду викладача в Единбурзі, та переїхав туди разом з дружиною. Подружжя Стюарт багато подорожували, що дало Мері матеріал для декількох романів, дія яких відбувається за кордоном: у Франції, Греції, інших країнах.
У 2001 році Фредерік помер. Після його смерті письменниця проживала в Единбурзі.

### Життя Мерліна
- Кристалічний грот (The Crystal Cave,1970)
- Порожні пагорби (The Hollow Hills,1973)
- Останнє чарівництво (The Last Enchantment,1979)
- День гніву/Згаслий день (The Wicked Day, 1983)
- Принц і паломниця/Принц і пілігрим (The Prince and the Pilgrim, 1995)[13]

### Інші твори
- Мадам, ви будете говорити? (Madam, Will You Talk?,1954)
- Вогнище в ночі (Wildfire at Midnight, 1955)
- Грім справа/Грім небесний/Гром лунає справа (Thunder on the Right, 1957)
- Дев'ять карет чекають тебе/І дев'ять чекають тебе карет (Nine Coaches Waiting, 1958)
- Мій брат Міхаель/Мій брат Майкл (My Brother Michael, 1959)
- Повиті плющем дерево/Дерево, повиті плющем (The Ivy Tree, 1961)
- Місячні прядильниці Місячні пряхи (The Moonspinners, 1962)
- Це дивне диво/Грізні чари (This Rough Magic, 1964)
- Зачарований кінь (Airs above the Ground, 1965)
- Гончие пси Гавриїла (The Gabriel Hounds, 1967)
- The Wind Off the Small Isles
- Маленька мітла (дитячий роман)
- Ludo and the Star Horse (повість для дітей)
- Не чіпай кішку (Touch Not the Cat, 1976)
- A Walk in Wolf Wood (повість для дітей)
- Тернова обитель/Торніхолд (Thornyhold,1988)
- Frost on the Window and other poems
- Вежа зі слонової кістки/Мала Качуркові (Stormy Petrel, 1991)
- Рожевий котедж (Rose Cottage, 1997)
- Грізні чари (Formidable spell)[13]

## Екранізації
- Мерлін з кришталевої печери (фільм)
- Місячні пряхи/The Moon-Spinners (1964)
- Мері і відьомська квітка / Meari to majo no hana (мультфільм, 2017)

## Премії та нагороди
- 1971,Mythopoeic Awards, Міфопоетична премія фентезі за «Кришталевий грот»(The Crystal Cave)
- 1974,Mythopoeic Awards, Міфопоетична премія фентезі за «Порожні пагорби»(The Hollow Hills)[14]